# Geschlechterverteilung in der Wikipedia

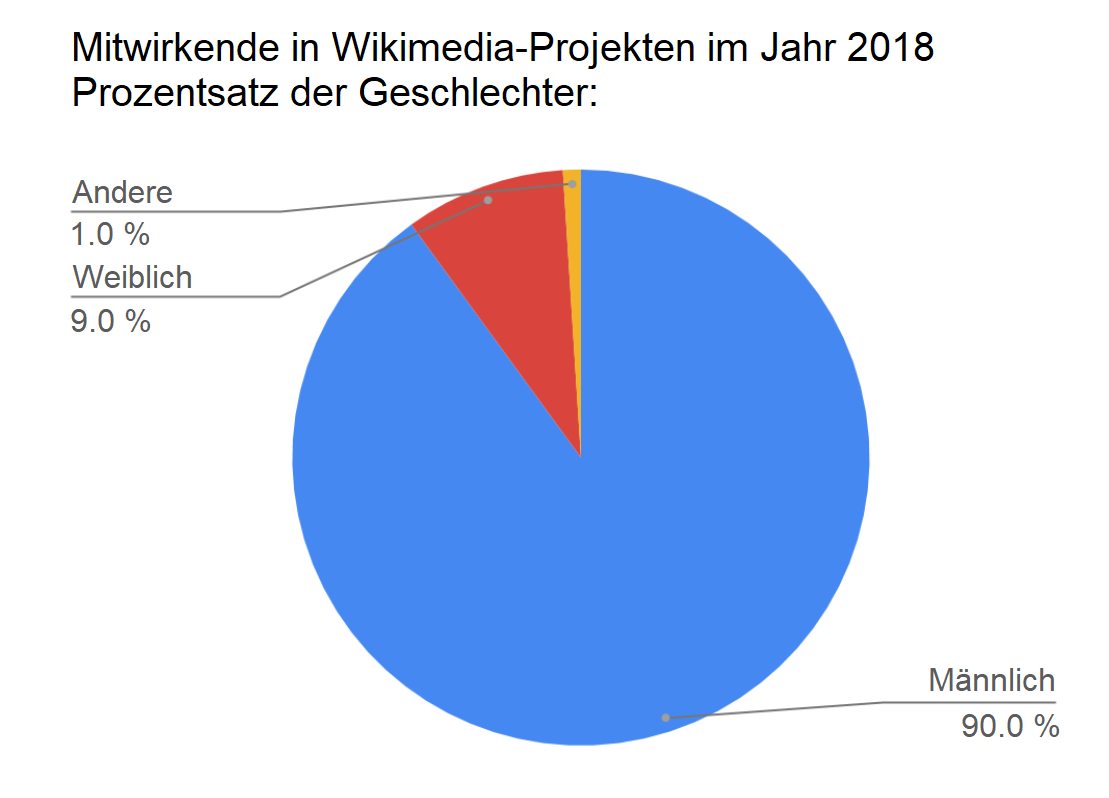
Geschlechterverteilung in allen Wikimedia-Projekten laut Studie der Wikimedia Foundation 2018

Die Geschlechterverteilung in der Wikipedia ist ein Forschungsfeld zur Geschlechterverteilung in der Autorenschaft vornehmlich der englischsprachigen Wikipedia sowie möglichen Ursachen und Auswirkungen der großen Überzahl von männlichen Beitragenden. Laut Studien lag der Anteil von weiblichen Beitragenden im Jahr 2018 in allen Projekten des Trägervereins Wikimedia Foundation weltweit bei rund 9 %. Auch gibt es in den verschiedensprachigen Wikipedias insgesamt sehr viel weniger umfangreiche Biografien über Frauen und weniger Artikel über frauenspezifische Forschungen, als es in Bezug auf Männer der Fall ist.
Dies sind auch häufig vorgebrachte Kritikpunkte an Wikipedia generell, manchmal vorgebracht als Teil einer allgemeineren Kritik an der systematischen Voreingenommenheit (Bias) der ganzen Wikipedia.
Die Wikimedia Foundation schließt sich dieser Kritik an und hat einen fortlaufenden Versuch unternommen, die Anzahl von Bearbeiterinnen bei Wikipedia zu erhöhen. Schreibwerkstätten – Edit-a-thons genannt – werden abgehalten, um (neue) Bearbeiterinnen zu ermutigen und die enzyklopädische Behandlung von Frauen und geschlechtsspezifischen Themen zu erhöhen.

## Forschungsergebnisse
Eine 2015 durchgeführte Umfrage unter den Beitragenden in Wikipedia ergab, dass weniger als 15 % der Beitragenden Frauen waren. Dieser geschlechtsspezifische Beitrag erhielt bei Forschern und in den Medien große Aufmerksamkeit. Gruppen von Forschern und Praktikern gaben Meinungen dazu ab, warum dieses Problem auftritt. Aus der Literatur zur Geschlechterforschung geht hervor, dass der Unterschied in den Prozentsätzen auf drei Faktoren zurückzuführen sein könnte: (1) das hohe Konfliktniveau in den Diskussionen, (2) die Abneigung gegenüber kritischen Umfeldern und (3) das mangelnde Zutrauen, die Arbeiten anderer Autoren zu editieren. Als Folge kritisierten Akademiker und Journalisten Wikipedia, weil es hauptsächlich männliche Autoren gibt und weniger ausführliche Artikel über Frauen oder für Frauen wichtige Themen. Die New York Times wies darauf hin, dass die weibliche Teilnahmequote bei Wikipedia im Einklang mit anderen „öffentlichen Thought-Leadership-Foren“ stehen könnte. Im Jahr 2009 ergab eine Umfrage der Wikimedia Foundation, dass 6 % der Autoren, die mehr als 500 Änderungen vornahmen, weiblich waren, der durchschnittliche männliche Autor hingegen doppelt so viele Änderungen vornahm.
In der englischen Wikipedia und fünf weiteren Sprachausgaben, die von den Forschern untersucht wurden, war das Verhältnis von Artikeln über Frauen zu Artikeln über Männer höher als in drei anderen Datenbanken. Eine Analyse mit der Computerlinguistik ergab jedoch, dass die Art und Weise, wie Frauen und Männer in Artikeln beschrieben werden, Verzerrungen aufweist, wobei Artikel über Frauen mit größerer Wahrscheinlichkeit mehr Wörter in Bezug auf Geschlecht und Familie verwenden. Die Forscher glauben, dass dies ein Zeichen dafür ist, dass Wikipedia-Autoren das „Nullgeschlecht“ für männlich halten (mit anderen Worten, dass „männlich“ angenommen wird, sofern nicht anders angegeben, ein Beispiel für männlich als Norm). Eine weitere Kritik an Wikipedias Ansatz, die aus einem Leitartikel des Guardian aus dem Jahr 2014 stammt, ist, dass sie Schwierigkeiten hat, Urteile darüber zu fällen, „was relevant ist“. Um diesen Punkt zu veranschaulichen, stellten sie fest, dass der Artikel, der pornografische Schauspielerinnen auflistet, besser organisiert sei als der Artikel, der Schriftstellerinnen auflistet.
Im Jahr 2008 führten das Pew Research Center (Pew) sowie die Wikimedia Foundation zusammen mit der Universität der Vereinten Nationen (UNU) in den USA zwei repräsentative Umfragen durch zu den Anteilen der Wikipedia-Leser und -Autoren. Die folgende Tabelle vergleicht die Ergebnisse, dabei gehen die bereinigten Zahlen für die Autoren davon aus, dass die Antwortverzerrung für die Autoren identisch ist mit der beobachteten Antwortverzerrung für die Leser; in der Spalte ganz rechts wird angenommen, dass die Verzerrung für Autoren außerhalb der USA stabil ist:
| Anteile      | Leser USA (Pew) | Leser USA (UNU) |  | Autoren USA (UNU) | Autoren USA Adj. | Autoren (UNU) | Autoren Adj. |
| ------------ | --------------- | --------------- |  | ----------------- | ---------------- | ------------- | ------------ |
| Frauen       | 49,0 %          | 39,9 %          |  | 17,8 %            | 22,7 %           | 12,7 %        | 16,1 %       |
| Verheiratete | 60,1 %          | 44,1 %          |  | 30,9 %            | 36,3 %           | 33,2 %        | 38,4 %       |
| Kinder       | 36,0 %          | 29,4 %          |  | 16,4 %            | 27,6 %           | 14,4 %        | 25,3 %       |
| Einwanderer  | 10,1 %          | 14,4 %          |  | 12,1 %            | 09,8 %           | 08,2 %        | 07,4 %       |
| Studenten    | 17,7 %          | 29,9 %          |  | 46,0 %            | 38,5 %           | 47,7 %        | 40,3 %       |

Im Jahr 2010 präsentierten die Universität der Vereinten Nationen (UNU) und UNU-MERIT gemeinsam einen Überblick über die Ergebnisse einer globalen Wikipedia-Umfrage. In einem Artikel der New York Times vom 30. Januar 2011 wurde diese Kooperation mit der Wikimedia Foundation zitiert, aus der hervorging, dass weniger als 13 % der Wikipedia-Beitragsleistenden Frauen sind. Sue Gardner, die damalige Geschäftsführerin der Stiftung, sagte, bei zunehmender Vielfalt gehe es darum, die Enzyklopädie „so gut wie möglich“ zu machen. Als Faktoren, die Frauen möglicherweise davon abhalten, die Enzyklopädie zu redigieren, nannte der Artikel u. a. den „zwanghaften, Fakten liebenden Bereich“, Assoziationen mit der „treibenden Hacker-Menge“ und die Notwendigkeit, „offen zu sein für sehr schwierige, konfliktreiche Menschen, sogar für Frauenfeinde“.
Im Jahr 2013 fochten Benjamin Mako Hill und Aaron Shaw die Ergebnisse der Umfrage  an, indem sie korrigierende Schätzverfahren anwandten, um Korrekturen der Daten aus der Umfrage nach oben vorzuschlagen und Aktualisierungen der Statistiken zu den untersuchten Daten zu empfehlen, was 22,7 % für erwachsene US-Autorinnen und 16,1 % insgesamt ergab.
Im Februar 2011 machte die New York Times mit einer Reihe von Stellungnahmen zu diesem Thema eine Nachuntersuchung unter dem Titel „Where Are the Women in Wikipedia?“ (deutsch „Wo sind die Frauen in der Wikipedia?“) Susan C. Herring, Professorin für Informationswissenschaft und Linguistik, sagte, sie sei nicht überrascht von der geschlechtsspezifischen Kluft zwischen den Autoren von Wikipedia. Sie sagte, dass die oft umstrittene Natur der „Diskussionsseiten“ von Wikipedia-Artikeln, auf denen der Inhalt der Artikel diskutiert wird, für viele Frauen unattraktiv, „wenn nicht sogar einschüchternd“ sei. Joseph M. Reagle reagierte ähnlich und meinte, dass die Kombination einer „Kultur des Hacker-Elitentums“ in Verbindung mit der unverhältnismäßigen Auswirkung von Mitgliedern mit hohem Konfliktpotential (eine Minderheit) auf die Gemeinschaftsatmosphäre unattraktiv machen kann. Er sagte: „Die Ideologie und Rhetorik der Freiheit und Offenheit kann dann dazu benutzt werden, (a) Bedenken über unangemessene oder beleidigende Äußerungen als „Zensur“ zu unterdrücken und (b) eine geringe Beteiligung von Frauen einfach als eine Frage ihrer persönlichen Präferenz und Wahl zu rationalisieren“. Justine Cassell sagte, dass, obwohl Frauen genauso sachkundig wie Männer seien und ihren Standpunkt verteidigen könnten, „es in der amerikanischen Gesellschaft immer noch der Fall ist, dass die Debatte, die Auseinandersetzung und die energische Verteidigung der eigenen Position oft immer noch als eine männliche Haltung angesehen wird, und dass der Gebrauch dieser Sprachstile durch Frauen negative Bewertungen hervorrufen kann“.
Das International Journal of Communication veröffentlichte Forschungsarbeiten von Reagle und Lauren Rhue, die die Berichterstattung, die Geschlechterdarstellung und die Artikellänge von Tausenden von biografischen Themen in der englischsprachigen Wikipedia und der Online-Enzyklopädie Encyclopædia Britannica untersucht hatten. Sie kamen zu dem Schluss, dass Wikipedia im Allgemeinen eine bessere Abdeckung und längere Artikel bietet, dass Wikipedia in absoluten Zahlen typischerweise mehr Artikel über Frauen als Britannica enthält, aber Wikipedia-Artikel über Frauen eher fehlen als Artikel über Männer im Vergleich zu Britannica. Das heißt, Wikipedia war Britannica in der biografischen Berichterstattung überlegen, aber noch mehr, wenn es um Männer geht. In ähnlicher Weise könnte man sagen, dass Britannica in Bezug auf die Auswahl der abgebildeten Personen in der Enzyklopädie ausgewogener ist als Wikipedia. Bei beiden Nachschlagewerken unterschied sich die Länge der Artikel nicht durchgängig nach Geschlecht.
Im April 2011 führte die Wikimedia Foundation ihre erste halbjährliche Wikipedia-Umfrage durch. Sie ergab, dass 9 % der Autoren von Wikipedia Frauen sind. Sie berichtete auch: „Entgegen der Wahrnehmung einiger zeigen unsere Daten, dass sich nur sehr wenige Bearbeiterinnen belästigt fühlen, und nur sehr wenige empfinden Wikipedia als ein sexualisiertes Umfeld“. Allerdings fand ein Beitrag vom Oktober 2011 auf dem Internationalen Symposium über Wikis und offene Zusammenarbeit Beweise dafür, dass Wikipedia „eine Kultur haben könnte, die möglicherweise gegen die Beteiligung von Frauen resistent ist“.
Eine 2014 veröffentlichte Studie ergab, dass es auch bei den Wikipedia-Autoren eine „Internet-Kompetenzlücke“ gibt. Die Wissenschaftler fanden heraus, dass die wahrscheinlichsten Wikipedia-Beitragsleistenden hoch qualifizierte Männer sind und dass es keine geschlechtsspezifischen Unterschiede bei gering qualifizierten Bearbeitern gibt. In den Jahren 2010–2014 stellten Frauen 61 % der Teilnehmerinnen an den von der Wiki Education Foundation veranstalteten Hochschulkursen, die die Bearbeitung von Wikipedia als Teil des Lehrplans enthielten. Es stellte sich heraus, dass ihre Beiträge dazu beitrugen, den Inhalt der Wikipedia von der Popkultur und dem MINT in die Sozial- und Geisteswissenschaften zu verlagern. Ebenfalls im Jahr 2014 schrieb Noopur Raval, ein Doktorand an der UC Irvine, in The Encyclopedia Must Fail! – Notes on Queering Wikipedia, dass „eine Plattform offen zugänglich zu machen, nicht automatisch gleichberechtigte Teilnahme, leichten Zugang oder kulturelle Akzeptanz des Mediums bedeutet“.
Im Jahr 2016 stellte Claudia Wagner et al. fest, dass sich die Ungleichheit der Geschlechter in den biografischen Inhalten von Wikipedia auf vielfältige Weise manifestiert, darunter ungleiche Schwellenwerte für die Bestimmung der Bekanntheit eines Themas, thematische Verzerrungen, sprachliche Verzerrungen und strukturelle Ungleichheiten. Die Forscher fanden heraus, dass wenn die Autoren bestimmen, ob ein Thema bemerkenswert genug ist, um in Wikipedia aufgenommen zu werden, sie Frauen einen höheren Standard der Bemerkenswertheit zugestehen, was dazu führt, dass Frauen bei Wikipedia generell etwas bemerkenswerter angesehen werden als Männer. Was die thematische Voreingenommenheit betrifft, so konzentrieren sich Biographien über Frauen eher auf familien-, geschlechts- und beziehungsbezogene Themen. Dies gilt insbesondere für Biographien von Frauen, die vor 1900 geboren wurden. Die Forscher stellten auch strukturelle Unterschiede in Bezug auf Metadaten und Hyperlinks fest, die Auswirkungen auf die Informationssuche haben. Eine Studie aus dem Jahr 2017 fand heraus, dass Frauen, die an einem Experiment teilnehmen, indem sie eine Wikipedia-ähnliche Site bearbeiten, dazu neigen, andere Autoren als männlich zu betrachten und ihre Antworten kritischer zu sehen, als wenn der andere Autor geschlechtsneutral wäre. Die Studie kam zu dem Schluss:

„…sichtbare Autorinnen bei Wikipedia und eine breitere Ermutigung zur Nutzung von konstruktivem Feedback könnten beginnen, die Geschlechterkluft bei Wikipedia zu verringern. Darüber hinaus kann der relativ hohe Anteil anonymer Bearbeiter die Geschlechterkluft bei Wikipedia noch verschärfen, da Anonymität oft als männlich und kritischer empfunden wird.“

Ebenfalls im Jahr 2017 erklären die Forscher Matthew A. Vetter und Keon Mandell Pettiway, dass die weiße, cis-gegenderte männliche Dominanz unter den Wikipedia-Bearbeitern zu einer „Auslöschung nicht-normativer Geschlechts- und sexueller Identitäten“ geführt hat, zusätzlich zu den cis-gegenderten Frauen. Die „androzentrischen und heteronormativen Diskurse“ der Wikipedia-Autorenschaft lassen „marginalisierte Geschlechts- und Sexualidentitäten nur unzureichend am Sprachgebrauch und an der Konstruktion von Wissen teilhaben“.
Eine Studie von Ford und Wajcman stellt fest, dass die Forschung zur geschlechtsspezifischen Voreingenommenheit das Problem weiterhin als ein Defizit bei Frauen darstellt. Ihr zentrales Argument lautet demgegenüber, dass Infrastrukturstudien in den feministischen Technowissenschaften die Gender-Analyse auf eine weitere Ebene heben. Sie befasst sich mit drei Fragen innerhalb der Infrastruktur: Inhaltspolitik, Software und der legalistische Handlungsrahmen. Es wird vorgeschlagen, dass Fortschritte durch eine Veränderung dieser Kultur der Wissensgesellschaft erzielt werden können, indem alternatives Wissen gefördert, die technischen Barrieren für die Autoren abgebaut und die Komplexität der Wikipedia-Politiken angegangen wird.
Im Februar 2018 kamen Shaw und Hargittai in der „Pipeline of Online Participation Inequalities“ aus ihren Studien zu dem Schluss, dass zur Lösung der Probleme der Beteiligungsungleichheit einschließlich der geschlechtsspezifischen Voreingenommenheit ein breiterer Fokus auf andere Themen als die Ungleichheit erforderlich ist. Sie empfahlen, den Schwerpunkt darauf zu legen, Teilnehmer aller Bildungshintergründe, Fertigkeitsniveaus und Altersgruppen zu ermutigen, Wikipedia zu verbessern. Sie empfahlen ferner, dass es für die Beseitigung geschlechtsspezifischer Vorurteile entscheidend ist, mehr Frauen darüber zu informieren, dass Wikipedia frei editierbar und für jeden zugänglich ist.
Im März 2018 schrieb die Mathematikerin Marie A. Vitulli in Notices of the American Mathematical Society: „Der Anteil der Autorinnen bei Wikipedia ist nach wie vor erschreckend niedrig.“
Im Oktober 2018, als Donna Strickland den Nobelpreis für Physik erhielt, wurde in zahlreichen Berichten erwähnt, dass sie zuvor keine Wikipedia-Seite hatte. Ein Entwurf war eingereicht worden, wurde aber abgelehnt, weil er keine „signifikante Berichterstattung (nicht nur durch überflüssige Erwähnungen) über das Thema“ erkennen ließ.

## Mögliche Ursachen
Es wurden mehrere Ursachen für die Geschlechterdisparität angeführt. Eine Studie aus dem Jahr 2010 ergab eine weibliche Wikipedia-Beteiligungsrate von 13 %, was nahe an der 15-prozentigen Gesamtbeteiligung von Frauen in anderen „öffentlichen Thought-Leadership-Foren“ liegt. Die Wikipedia-Forschungsstipendiatin Sarah Stierch räumte ein, dass es „ziemlich üblich“ sei, dass Wikipedia-Beitragende geschlechtsneutral bleiben. Eine als unwillkommen empfundene Kultur und die Toleranz gegenüber gewalttätiger und beleidigender Sprache sind ebenfalls Gründe für die Geschlechterkluft. Laut einer Studie aus dem Jahr 2013 ist eine weitere Ursache für die Geschlechterkluft in Wikipedia das Versagen, Autorinnen anzuziehen und zu halten, was sich negativ auf die Geschlechterverteilung in der Wikipedia auswirkt. Zudem würden bei Wikipedia „…Autoren, die sich öffentlich als Frauen identifizieren, von anderen Wikipedia-Autoren diskriminiert“.

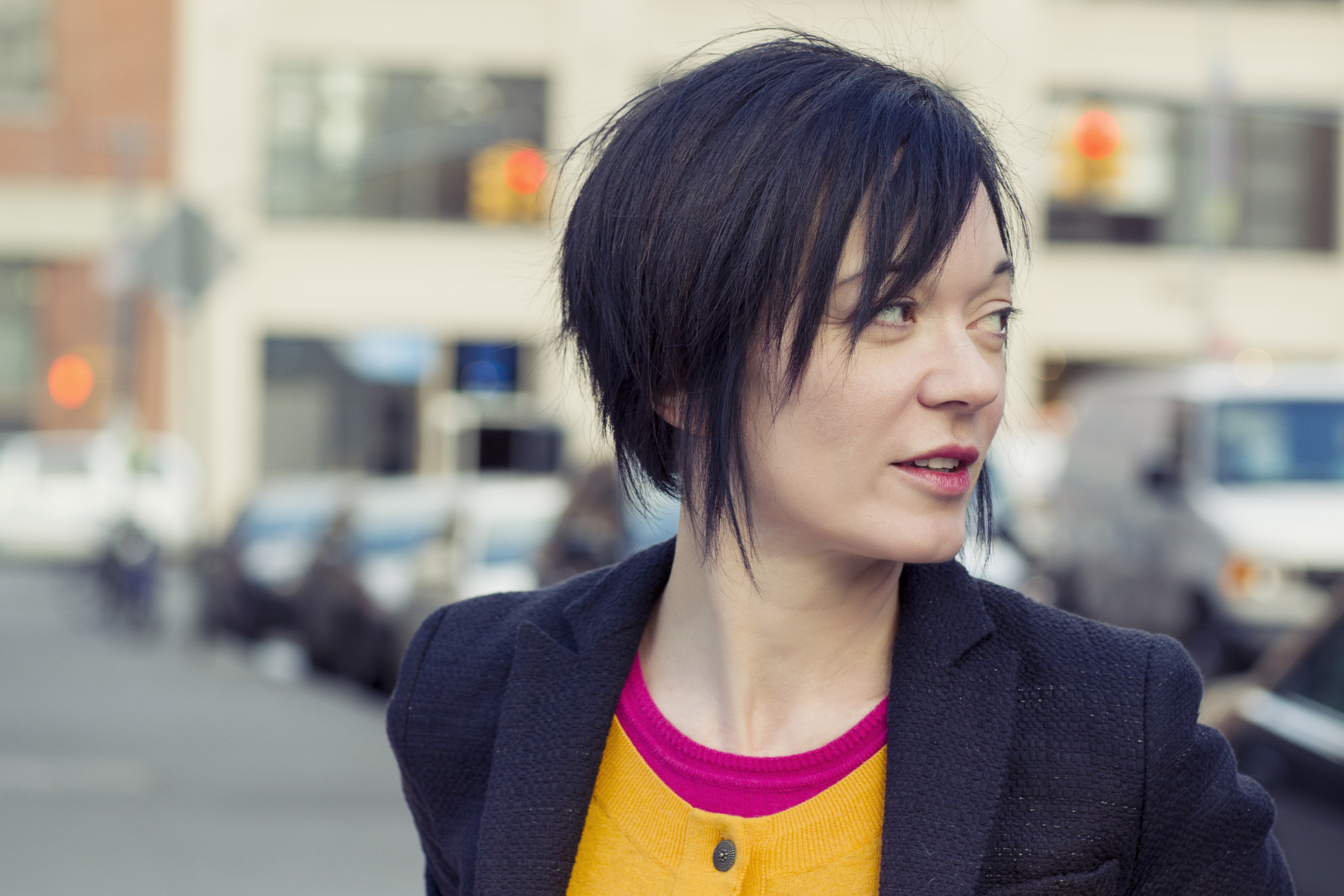
Die ehemalige Geschäftsführerin der Wikimedia Foundation Sue Gardner

Die ehemalige Geschäftsführerin der Wikimedia Foundation Sue Gardner nannte neun Gründe, die aus den Kommentaren von Wikipedia-Autorinnen ausgewählt wurden, warum Frauen Wikipedia nicht bearbeiten:
- mangelnde Benutzerfreundlichkeit in der Bearbeitungsoberfläche
- nicht genug Freizeit
- mangelndes Selbstvertrauen
- Konfliktaversion und mangelnde Bereitschaft zur Teilnahme an langwierigen sogenannten „Edit-Wars“ (gegenseitiges Zurücksetzen von Bearbeitungen)
- die Erwartung, dass ihre Beiträge wahrscheinlich zurückgenommen oder gelöscht werden
- einige finden die allgemeine Atmosphäre frauenfeindlich
- die Wikipedia-Kultur ist in einer Weise sexuell, die sie abstoßend finden
- als männlich angesprochen zu werden, schreckt Frauen ab, deren Muttersprache ein grammatikalisches Geschlecht hat
- für soziale Beziehungen und einen freundlichen Umgangston ergeben sich weniger Gelegenheiten als auf anderen Webseiten

Obwohl der Anteil von weiblicher und männlicher Leserschaft bei Wikipedia ungefähr gleich groß ist (47 % zu 53 %), ist die Wahrscheinlichkeit, dass Frauen zu Autorinnen werden, geringer (16 %). Mehrere Studien deuten darauf hin, dass sich in Wikipedia eine Kultur herausgebildet haben könnte, die Frauen von einer Teilnahme abhält. Lam und andere verknüpfen diese Kultur mit einer Disparität zwischen Männern und Frauen bei der Darstellung und Bearbeitung von zentralen Themen, der Tendenz von Nutzerinnen, sich aktiver an den sozialen und gemeinschaftlichen Aspekten von Wikipedia zu beteiligen, einer erhöhten Wahrscheinlichkeit, dass Bearbeitungen von neuen Autorinnen rückgängig gemacht werden und/oder dass Artikel mit einem hohen Anteil von Autorinnen umstrittener sind.
Collier und Bear haben 2012 den Grund für die Arbeitsbarrieren von Frauen in Wikipedia in drei Worten zusammengefasst: Konflikt, Kritik und Vertrauen. Mit Konflikt sind Cyber-Mobbing, Trolling und Wettbewerb gemeint, was Frauen nach Ansicht der Autoren im Allgemeinen nicht mögen; Kritik soll sich auf die Frauen zugeschriebene mangelnde Bereitschaft beziehen, die Arbeit eines anderen zu bearbeiten und ihre Arbeit von jemand anderem bearbeiten zu lassen; mit Vertrauen ist gemeint, dass Frauen oft nicht allzu viel Vertrauen in ihre eigene Kompetenz und Fähigkeit zu haben scheinen, eine bestimmte Arbeit zu bearbeiten und zu ihr beizutragen. Die Politik der Redaktionsfreiheit von Wikipedia bietet den Internetnutzern eine offene Plattform, während gleichzeitig unbewusst ein wettbewerbsorientiertes und kritisches Umfeld geschaffen wird, das die Anreize zur Teilnahme von Frauen einschränkt.
Durch die Untersuchung der Machtinfrastruktur von Wikipedia wiesen Ford und Wajcman auf eine weitere Ursache hin, die die geschlechtsspezifische Voreingenommenheit von Wikipedia verstärken könnte. Das Editieren auf Wikipedia erfordert „besondere Formen soziotechnischer Expertise und Autorität, die das Wissen oder die epistemologische Infrastruktur von Wikipedia ausmachen“. Personen, die mit diesem Fachwissen und diesen Fähigkeiten ausgestattet sind, werden in der Wikipedia als eher geeignet angesehen, Positionen mit Macht zu erreichen. Die Untersuchung besagt, dass dies überwiegend Männer sind.
Studien haben die Geschlechterverzerrung in Wikipedia auch aus einer historischen Perspektive betrachtet. Konieczny und Klein wiesen darauf hin, dass Wikipedia nur ein Teil unserer voreingenommenen Gesellschaft ist, die eine lange Geschichte der Ungleichheit der Geschlechter hat. Da Wikipedia die täglichen Aktivitäten der einzelnen Autoren aufzeichnet, dient es sowohl als „Spiegelbild der Welt“ als auch als „Werkzeug, mit dem unsere Welt produziert wird“. Auch wenn die geschlechtsspezifische Voreingenommenheit langsam abnimmt, bleibt sie ein bestehendes Problem.
Medien berichteten, manche Frauen würden in ihrem Nutzerinnenprofil ein männliches oder gar kein Geschlecht angeben und einen männlich oder geschlechtslosen Namen wählen, um sich vor sexistischen Beleidigungen zu schützen. Andere würden versuchen, „ihre Sprache besonders männlich klingen zu lassen“, um in der Community ernst genommen zu werden, oder seien aus Selbstschutz bewusst in Bereichen tätig, in denen es weniger hart hergehe.
Rosie Stephenson-Goodknight erklärte, dass auf Frauen in der Vergangenheit eher selten Bezug genommen wurde, dass historische Quellen Frauen oft nur kurz erwähnten und dass meist der Einfluss des Ehemanns in den Vordergrund gerückt worden sei. Dem modernen Leser könne ihr Beitrag daher kleiner erscheinen, als er war, was eine Hürde für ihre Darstellung in der Wikipedia darstelle.

## Reaktionen
Die Wikimedia Foundation ist seit mindestens 2011, als Gardner Geschäftsführerin war, offiziell davon überzeugt, dass es im Projekt eine geschlechtsspezifische Voreingenommenheit gibt. Sie hat einige Versuche unternommen, dem entgegenzuwirken, aber Gardner hat ihre Frustration über den Grad des erreichten Erfolgs zum Ausdruck gebracht. Sie hat auch festgestellt, dass „Frauen in der sehr begrenzten Freizeit, die sie hatten, dazu neigten, sich mehr an sozialen Aktivitäten zu beteiligen, anstatt Wikipedia zu editieren. Frauen sehen Technologie eher als ein Werkzeug, das sie zur Bewältigung von Aufgaben benutzen, und nicht als etwas, das an sich Spaß macht“. Im Jahr 2011 setzte sich die Stiftung das Ziel, dass bis 2015 25 % ihrer Beitragenden weiblich sein sollen. Im August 2013 sagte Gardner: „Ich habe es nicht gelöst. Wir haben es nicht gelöst. Die Wikimedia Foundation hat es nicht gelöst. Die Lösung wird nicht von der Wikimedia Foundation kommen“.
2011 nannte Heather Mac Donald im Slate das Ungleichgewicht zwischen den Geschlechtern bei Wikipedia ein „Nichtproblem auf der Suche nach einer fehlgeleiteten Lösung“. Mac Donald behauptete: „Die einfachste und alltagskonforme Erklärung für die unterschiedliche Beteiligung an Wikipedia ist, dass Männer und Frauen im Durchschnitt unterschiedliche Interessen und bevorzugte Arten der Freizeitgestaltung haben“.
Im August 2014 kündigte der Mitbegründer von Wikipedia, Jimmy Wales, in einem BBC-Interview die Pläne der Wikimedia Foundation zu einer „Halbierung“ der geschlechtsspezifischen Inhaltslücke bei Wikipedia an. Wales sagte, die Foundation sei offen für mehr Öffentlichkeitsarbeit und mehr Software-Änderungen.
Der Satiriker Jan Böhmermann thematisierte in der Ausgabe seiner Fernsehsendung Neo Magazin Royale im April 2019 die Zusammensetzung der Wikipedia-Autoren als überwiegend männlich und deutsch ohne Migrationshintergrund. Er initiierte daraufhin die Erstellung des Artikels Kartoffel (Slang), um zu überprüfen, ob ein solcher Artikel über einen Begriff, der Deutsche beleidige, in der Wikipedia Bestand haben würde.

## Maßnahmen zur Erhöhung der Zahl der Autorinnen

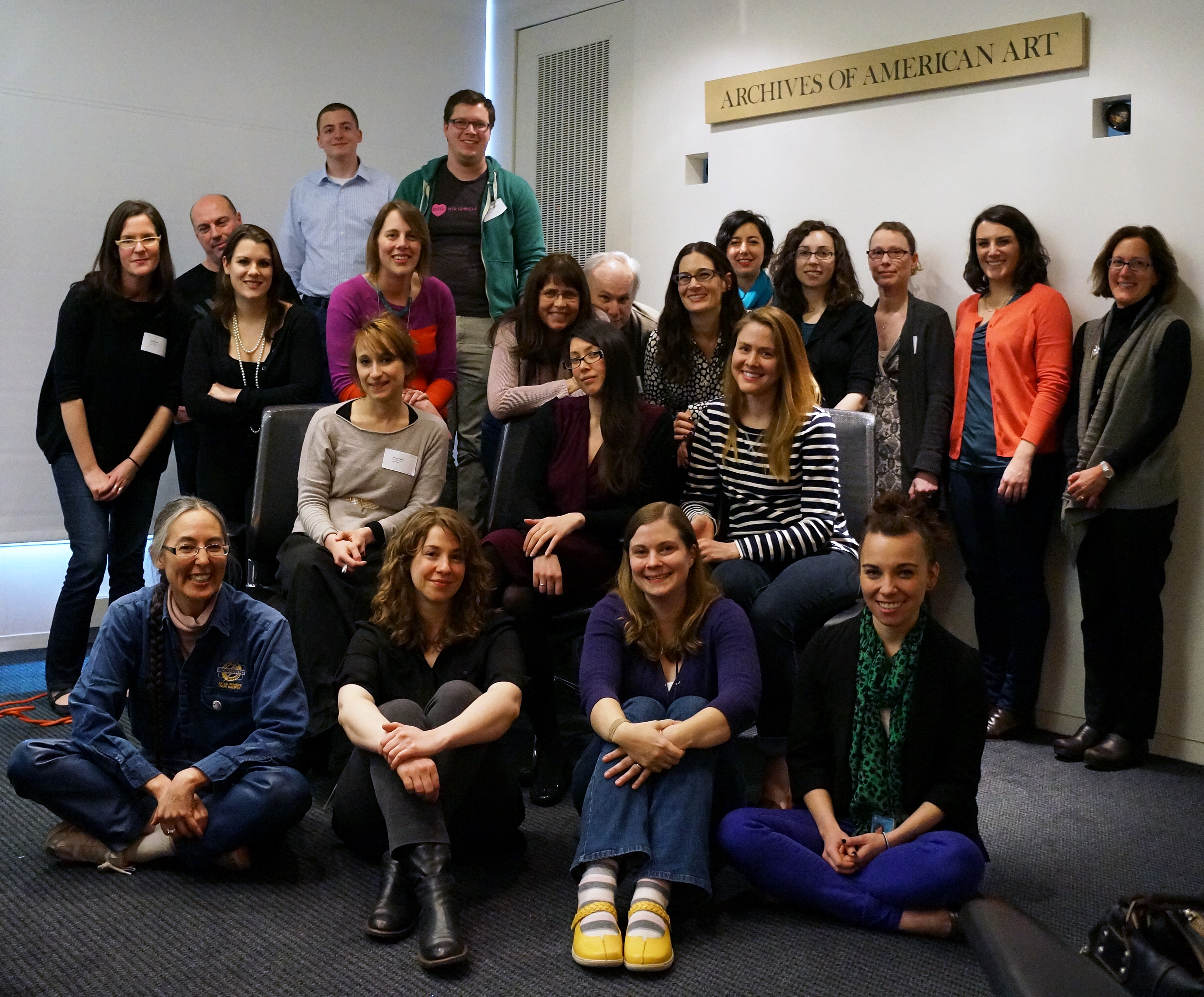
Teilnehmerinnen des Edit-a-thon Frauen in der Kunst 2013 in Washington, D.C.

Es wurden spezielle Edit-a-thons organisiert, um die Abdeckung von Frauenthemen in Wikipedia zu erhöhen und mehr Frauen zur Bearbeitung von Wikipedia zu ermutigen. Diese Veranstaltungen werden von der Wikimedia Foundation unterstützt, die manchmal Mentoren und Technologie zur Verfügung stellt, um neuere Autoren durch den Prozess zu führen. Solche Schreibmarathons ergänzten insbesondere fehlende Artikel über Frauen-Biografien. Kürzlich durchgeführte Edit-a-thons haben einen besonderen Schwerpunkt auf Themen wie australische Neurowissenschaftlerinnen und Frauen in der jüdischen Geschichte gelegt.
VisualEditor, ein Projekt, das von der Wikimedia Foundation finanziert wird, erlaubt das Bearbeiten im WYSIWYG-Stil in der Wikipedia. Dem Projekt wird nachgesagt, dass es bei der Schließung der Geschlechterlücke helfen könnte.
In der englischsprachigen Wikipedia wurde das Teahouse project (deutschsprachig: Teehaus-Projekt) mit dem Ziel ins Leben gerufen, eine freundliche, geschützte Umgebung (safe space) für Neuankömmlinge zu schaffen, um neue Autoren zu gewinnen und zu halten, sowie um die Beteiligung von Frauen an der Wikipedia zu fördern.
Im Jahr 2013 startete FemTechNet „Wikistorming“ als ein Projekt, das feministische Stipendien anbietet und das Wikipedia-Editieren als Teil des Schul- und Hochschulunterrichts fördert.
Im Juli 2014 kündigte die amerikanische National Science Foundation an, dass sie 200.000 Dollar ausgeben werde, um systemische geschlechtsspezifische Verzerrungen auf Wikipedia zu untersuchen.
Eine Initiative Anfang 2015 zur Schaffung eines „women-only“-Raums, also einem Raum nur für Frauen, für Wikipedia-Autoren wurde von den Wikipedianern stark abgelehnt.
Im Sommer 2015 wurde auf der englischsprachigen Version von Wikipedia das WikiProjekt Women in Red gestartet, das sich auf die Erstellung neuer Artikel über bemerkenswerte Frauen konzentriert. Vor allem durch ihre monatlichen virtuellen Editathons ermutigt Women in Red Autorinnen, sich an der Erweiterung der Abdeckung von Frauenthemen in der Wikipedia zu beteiligen. Unter anderem dank der Bemühungen dieses Projekts konnten bis Juni 2018 rund 17.000 neue Frauenbiografien in Wikipedia aufgenommen werden.
Im Jahr 2017 stellte die Wikimedia Foundation 500.000 Dollar zur Verfügung, um ein ermutigenderes Umfeld für Vielfalt auf Wikipedia zu schaffen.
Viele Wikiprojekte engagieren sich für die Förderung von Beiträgen von Autoren zur Geschlechter- und Frauenforschung, darunter „WikiProject Frauen, WikiProject Feminismus, WikiProject Genderstudien, und das WikiProject Bekämpfung systemischer Verzerrungen/Gender Gap Task Force“.
Das WikiProject LGBT Studies in der englischsprachigen Wikipedia schafft einen Raum, in dem „die Einbeziehung und Darstellung der LGBTQ-Kultur in den Wikipedia-Hauptraum neu geschrieben wird“.